# Jean-Nicolas Geoffroy
Jean-Nicolas Geoffroy (?, 1633 - Perpignan, 11 maart 1694) was een Franse klavecinist, organist en componist. 

## Leven
Over zijn leven en werk is voor 1690 weinig bekend, vermoedelijk was hij een leerling van Nicolas Lebègue. Geoffroy was organist van de kerk Saint-Nicolas-du-Chardonnet in Parijs, later in Perpignan aan de Kathedrale Saint-Jean-Baptiste. Hier gold hij als kenner van de orgelbouw. 
Zijn klavecimbelwerk is vergelijkbaar met de composities van François Couperin en Jean-François Dandrieu en behoren tot de belangrijke werken van de Franse barok. In zijn in manuscript behouden hoofdwerk Livre de clavecin, dat na zijn dood verscheen, verenigde hij 217 eigen en 38 bewerkingen van vreemde composities voor klavecimbel, die systematisch in alle Dur- en Moll-toonsoorten zijn gezet. Verder zijn missen en enige kamermuziekwerken van Geoffroy overgeleverd. Zijn orgelwerken onderscheiden zich door luchtigheid en charme. Zijn liturgische composities, waarin zich instrumentaal begeleide koorzinnen met orgelverzen afwisselen, zijn in hun tijd in Frankrijk zonder parallel. 